# Maria Krüger (Politikerin)
Maria Krüger, geborene Fraedrich, geschiedene Bücking (* 17. Oktober 1907 in Gotha; † 7. Januar 1987 in Bremen) war eine deutsche  Politikerin (KPD).

## Biografie
Krüger war eine Tochter des Horner Pastors Gustav Fraedrich. Sie absolvierte das Abitur und erlernte an der Frauenschule den Beruf Kindergärtnerin. Danach war sie im Betriebskindergarten der Jute-Spinnerei und Weberei Bremen tätig. 1929 lernte sie ihren Mann, den Kommunisten Klaus Bücking (1908–1980), und die Betriebsrätin der Jutespinnerei Käthe Popall kennen. Durch Bücking kam sie zur Roten Hilfe und wurde 1931 Mitglied der KPD. Im Frauen-Erwerbs- und Ausbildungsverein war sie zudem bis 1933 aktiv. Ihr Mann wurde 1933 verhaftet und erneut 1936. Er war acht Jahre im Zuchthaus. Ende 1936 wurde der Sohn Bernd geboren. Sie musste in der Nazi-Zeit ihren Beruf aufgeben und betrieb eine Leihbücherei im Hafengebiet von Bremen. 1942 wurde sie verhaftet und war ein Jahr im Zuchthaus in Hamburg-Fuhlsbüttel. Maria Bücking ließ sich in den 1930er Jahren scheiden. 1943 heiratete sie den Kommunisten und Klempner Werner Krüger.
Nach dem Zweiten Weltkrieg arbeitete sie von 1948 bis 1972 als Sozialhelferin an der Sonderschule am Nonnenberg in Bremen-Oslebshausen. Sie wohnte in Bremen-Gröpelingen. Politisch blieb sie bei der KPD und war Gründungsmitglied der Vereinigung der Verfolgten des Naziregimes (VVN) in Bremen. Sie war Mitglied in der Gewerkschaft Erziehung und Wissenschaft (GEW) und seit 1946 in der Internationalen Frauenliga für Frieden und Freiheit. Sie führte im Demokratischen Frauenbund Deutschlands (DFD) von 1951 bis zum Verbot des DFD in der Bundesrepublik Schulungsveranstaltungen durch. 
Für die Zeit von 1951 bis 1959 wurde sie zum Mitglied der Bremer Bürgerschaft gewählt. Sie war Mitbegründerin des Bremer Frauenausschusses. Nach dem Verbot der KPD war sie im Juni 1968 an der Neukonstituierung der Deutschen Kommunistischen Partei (DKP) in Bremen beteiligt. Bis zu ihrem Tod war sie im Bezirksvorstand Bremen/Niedersachsen-Nordwest ihrer Partei tätig. Nach ihrer Pensionierung wirkte sie aktiv in der Lebenshilfe für das geistig behinderte Kind.

## Ehrungen
Die Maria-Krüger-Straße in Bremen-Ohlenhof wurde nach ihr benannt.

## Schriften (Auswahl)
- mit Sohn Bernd Bücking (Red.): Erinnerungen 1907–1970. Bernd Bücking, München 2011 (dritte Auflage, redigierte Neufassung)